# Душан Константинов
Душан Христов Константинов (на македонска литературна норма: Душан Христов Константинов) е етнолог, публицист, драматург и историк.

## Биография
Роден е в 1924 година в град Крагуевац, тогава в Кралството на сърби, хървати и словенци. Завършва основно образование в Крагуевац, средно в Битоля, а висше във Философския университет на Скопския университет. Защитава докторат по етнология за печалбарството, а след това втори историческа за революционната дейност на Даме Груев. Занимава се с книжовна, публицистична и преводаческа дейност - превежда Библията на македонски литературен език в 1997 година. В 1960 година е сред основателите на Научното дружество - Битоля и негов пръв секретар.
Умира в 2002 година в Битоля.